# 厚阿内蛛
厚阿内蛛（学名：Anelosimus crassipes）为球蛛科阿内蛛属的动物。分布于韩国、日本以及中国大陆的浙江等地，主要生活于阔叶林 枝叶间。该物种的模式产地在日本。